# Lubomír Štrougal
Lubomír Štrougal (Veselí nad Lužnicí, 19 de outubro 1924 – 6 de fevereiro de 2023) foi um político checo e ex-primeiro-ministro da Checoslováquia comunista.
Após um serviço obrigatório na indústria da Alemanha durante a Segunda Guerra Mundial, terminou os estudos de Direito na Universidade Carolina, em Praga. Entrou para o Partido Comunista da Checoslováquia e desde o final da década de 1950 foi membro de sua liderança (membro de seu Comitê Central).
Entre 1959 e 1961 Štrougal foi ministro da Agricultura, e partir de então até 1965, foi ministro do Interior.
Em 1968, se tornou vice-premiê para Oldřich Černík. A princípio, rejeitou a Ocupação da Checoslováquia de 1968 pelas forças do Pacto de Varsóvia, mas depois tornou-se um dos representantes proeminentes do regime de Gustáv Husák. Štrougal foi primeiro-ministro da Checoslováquia de 28 de janeiro de 1970 a 12 de outubro de 1988.
Por causa dos conflitos com o presidente do partido comunista, Miloš Jakeš, renunciou ao cargo de primeiro-ministro. Durante a Revolução de Veludo de 1989, Štrougal foi um dos candidatos à presidência do partido comunista, mas depois deixou cenário político e em fevereiro de 1990, foi expulso do partido.
O Gabinete para a Documentação e Investigação de Crimes da Polícia do Comunismo na República Checa (em tcheco/checo:  ÚDV) acusou Štrougal, que, em suas funções em 1965, impediu a investigação de crimes realizados pela Segurança de Estado comunista, em 1948 e 1949. Contudo, o tribunal da cidade de Praga o exonerou em 2002, devido à falta de provas.

## Morte
Štrougal morreu no dia 6 de fevereiro de 2023, aos 98 anos de idade.